# Мадърс ъф Инвеншън
„Мадърс ъф Инвеншън“ (на английски: The Mothers of Invention) е американска рок група, известна със звуковите си експерименти, иновативното оформление на албумите и усложнените си концертни изпълнения. Създадена е през 1964 г. и съществува с прекъсвания до средата на 70-те години. Съставът се променя многократно, но в основата му е композиторът Франк Запа.
Групата води началото си от създадената през 1964 година ритъм енд блус група „Соул Джайънтс“. Малко по-късно към нея се присъединява китаристът Франк Запа, който настоява групата да изпълнява негова авторска музика, а през 1965 година тя приема окончателното си име.